# Juan Gabriel Diaz Ruiz

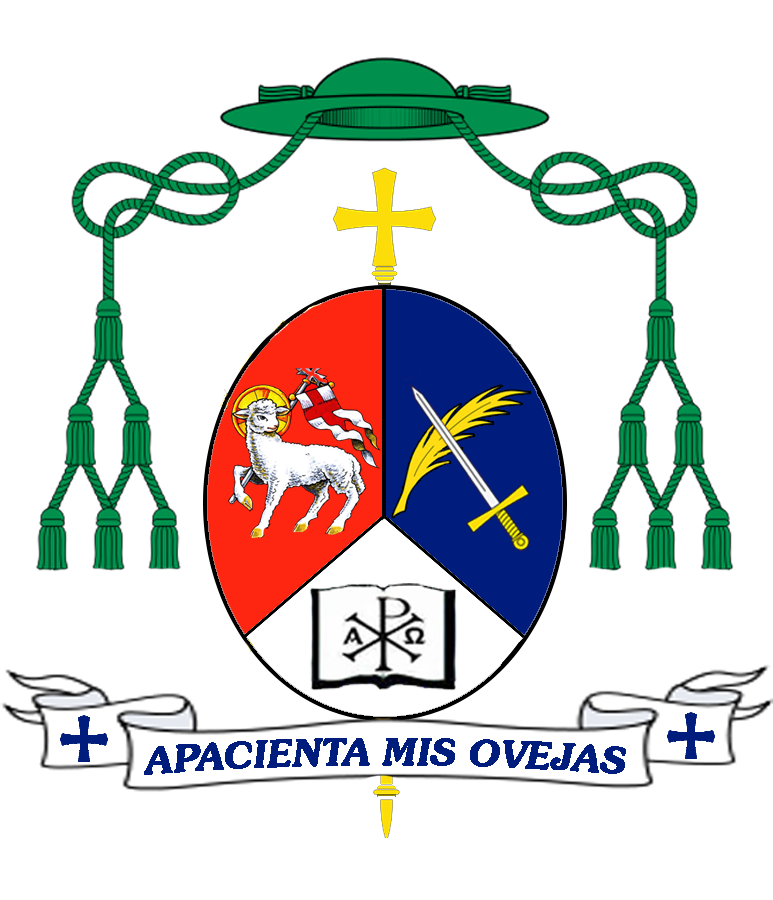
Wappen von Juan Gabriel Díaz Ruiz als Bischof von Ciego de Ávila

Juan Gabriel Diaz Ruiz (* 14. November 1960 in Camagüey, Kuba) ist ein kubanischer Geistlicher und römisch-katholischer Bischof von Matanzas.

## Leben
Juan Gabriel Diaz Ruiz empfing am 5. August 1989 das Sakrament der Priesterweihe für das Bistum Camagüey.
Am 8. Juli 2017 ernannte ihn Papst Franziskus zum Bischof von Ciego de Ávila. Sein Amtsvorgänger Mario Eusebio Mestril Vega spendete ihm am 30. September desselben Jahres in der Kathedrale San Eugenio de la Palma in Ciego de Ávila die Bischofsweihe. Mitkonsekratoren waren der Erzbischof von Havanna, Juan García Rodríguez, und der Erzbischof von Camagüey, Wilfredo Pino Estévez.
Am 7. April 2022 ernannte ihn Papst Franziskus zum Bischof von Matanzas. Die Amtseinführung fand am 14. Mai desselben Jahres statt.